# Hohen Viecheln
Hohen Viecheln település Németországban, Mecklenburg-Elő-Pomeránia tartományban. Lakosainak száma 751 fő (2023. december 31.).

## Fekvése
Schwerintől északra, a Schwerini-tó északi csücskében fekvő település.

## Leírása
Hohen Viecheln és a mellette fekvő Bad Kleinen nevezetes fürdőhelyek. E települések mellett egy 1956-ban végzett régészeti feltárás során kőkorszakból származó lrlrtekre bukkantak.
Hohen Viecheln  1300 körüli évekből való vöröstéglából épült gótikus temploma nagy tömegével érdekes látvány a Schwerini-tó (Schweriner See) partján.

## Nevezetességek
- Gótikus stílusban épült vöröstégla temploma

## Galéria

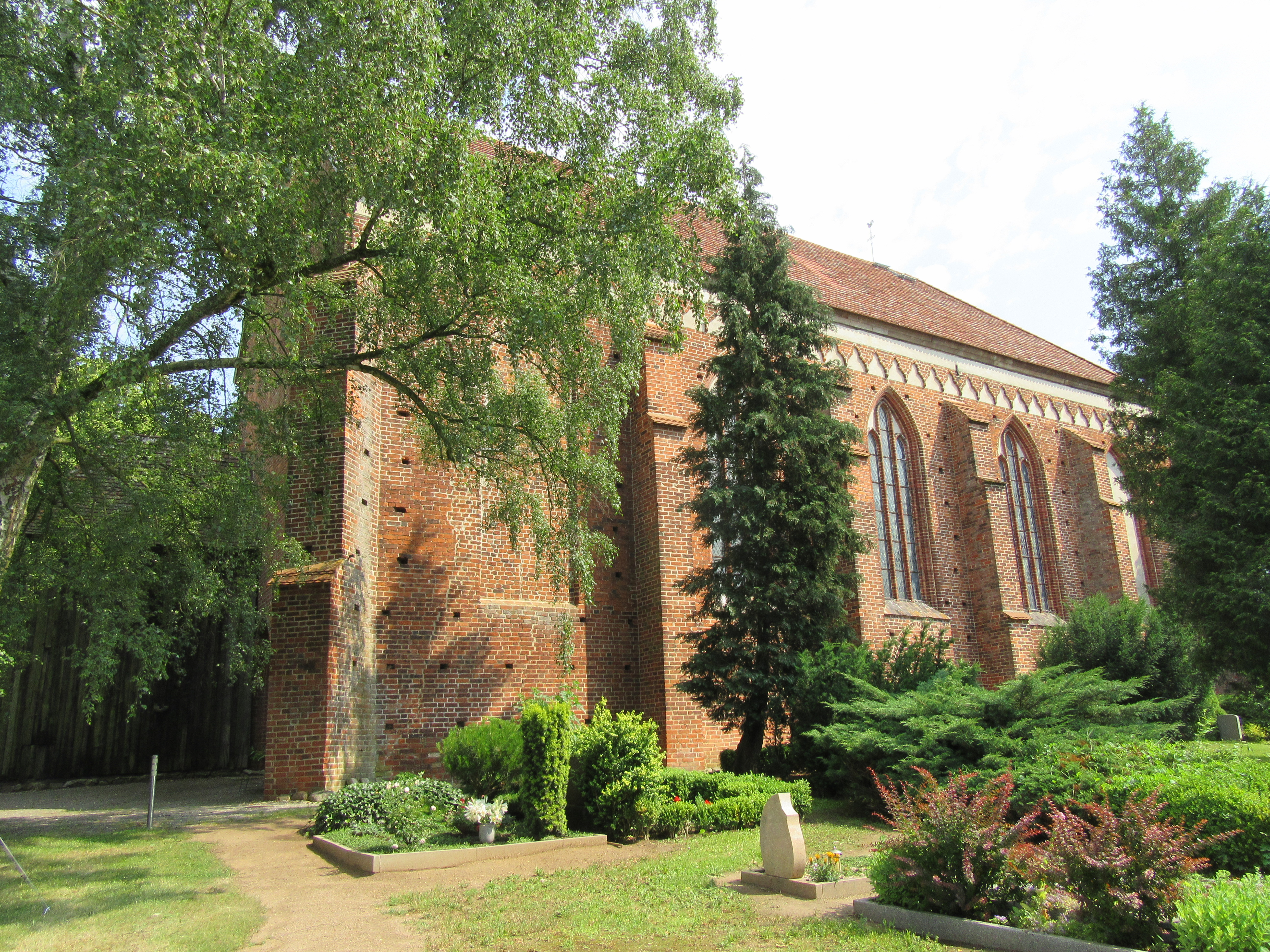
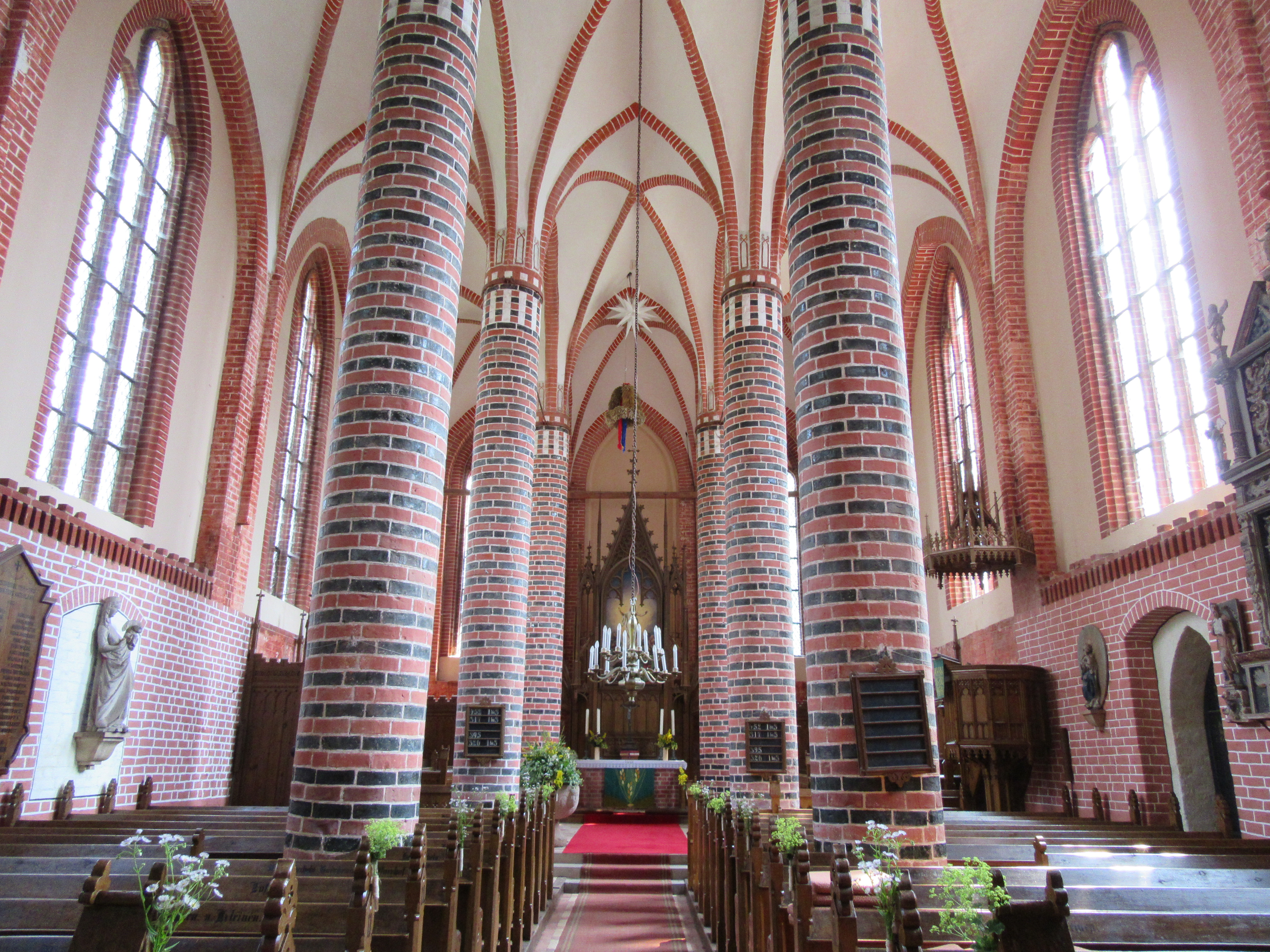
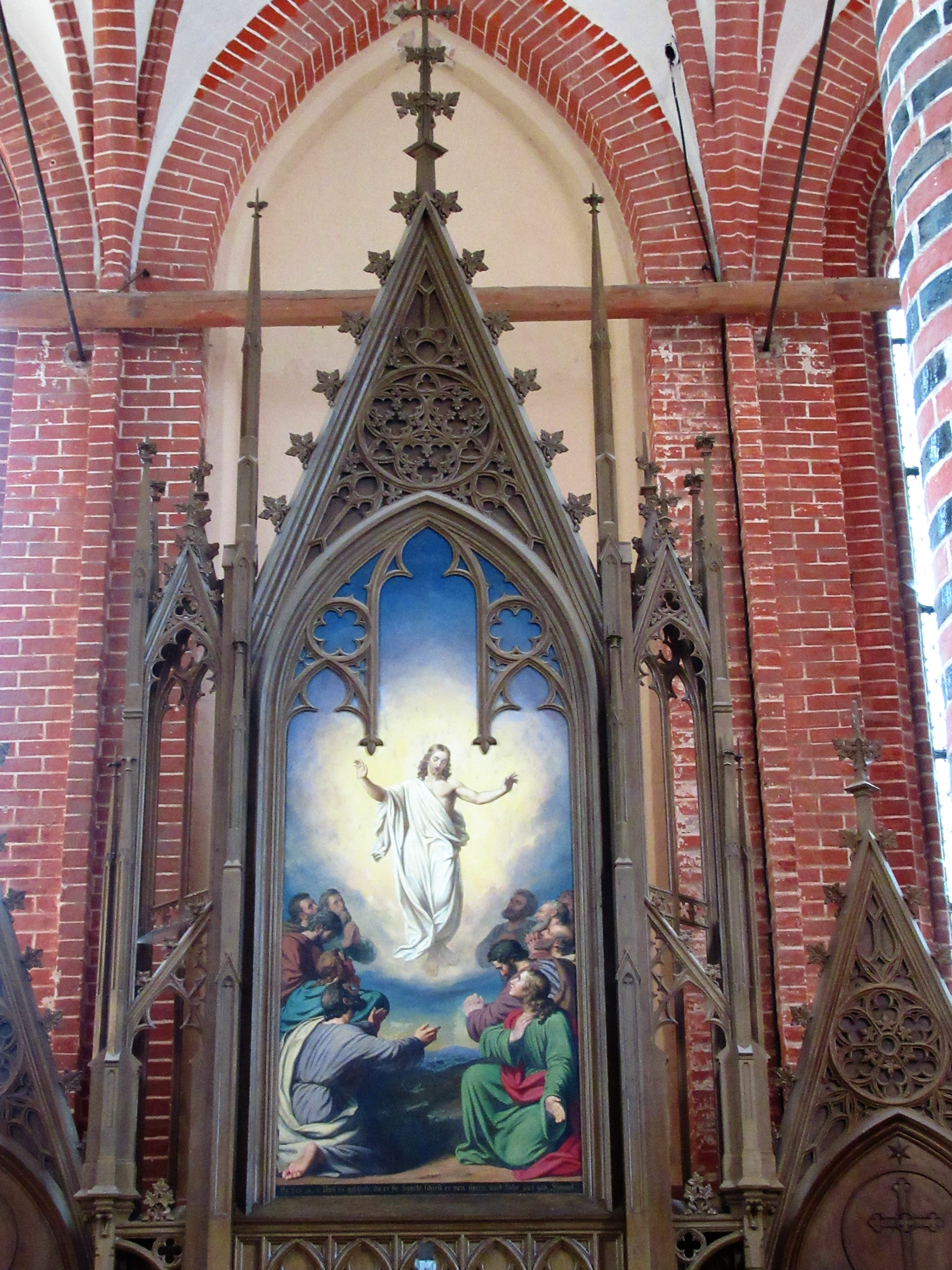
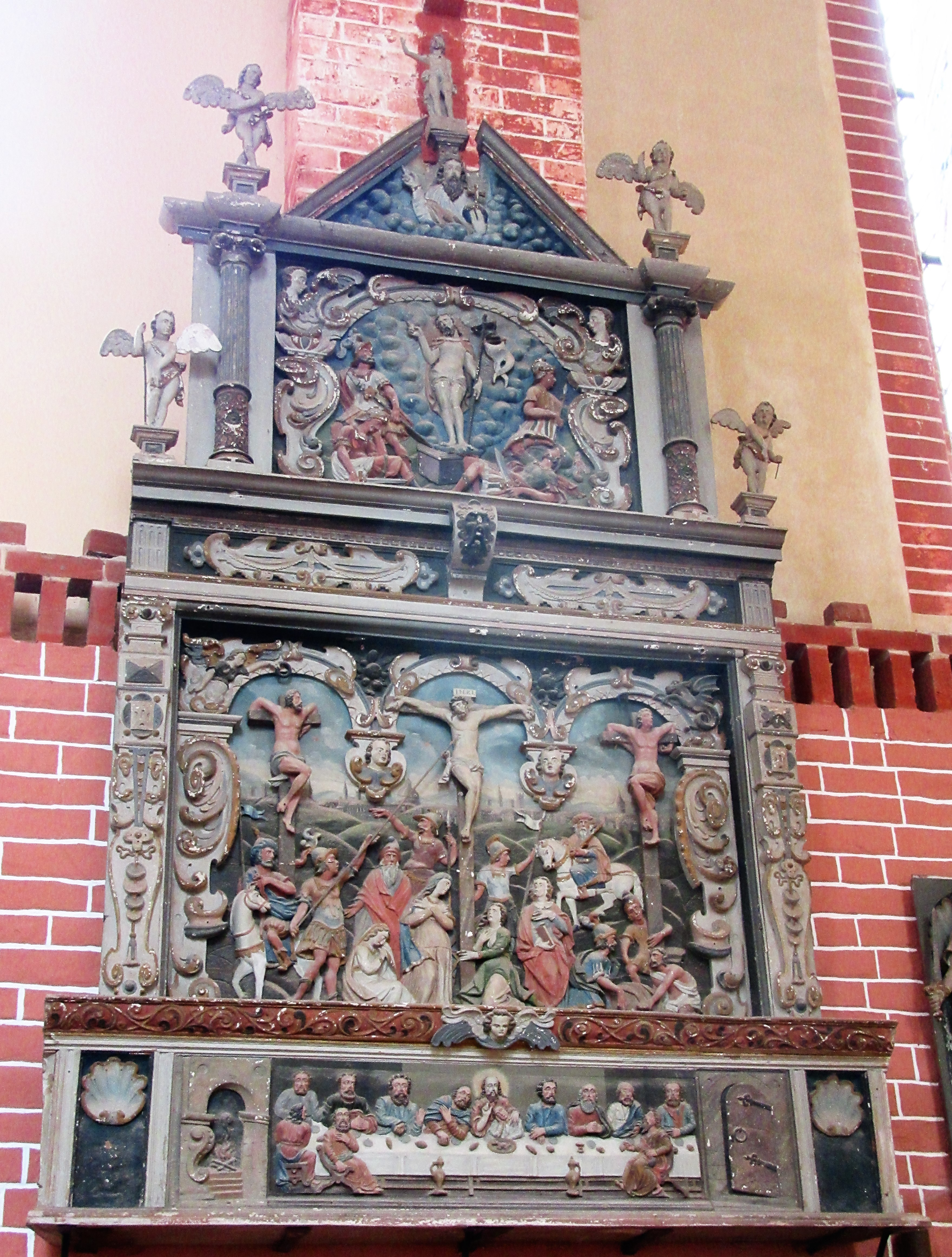
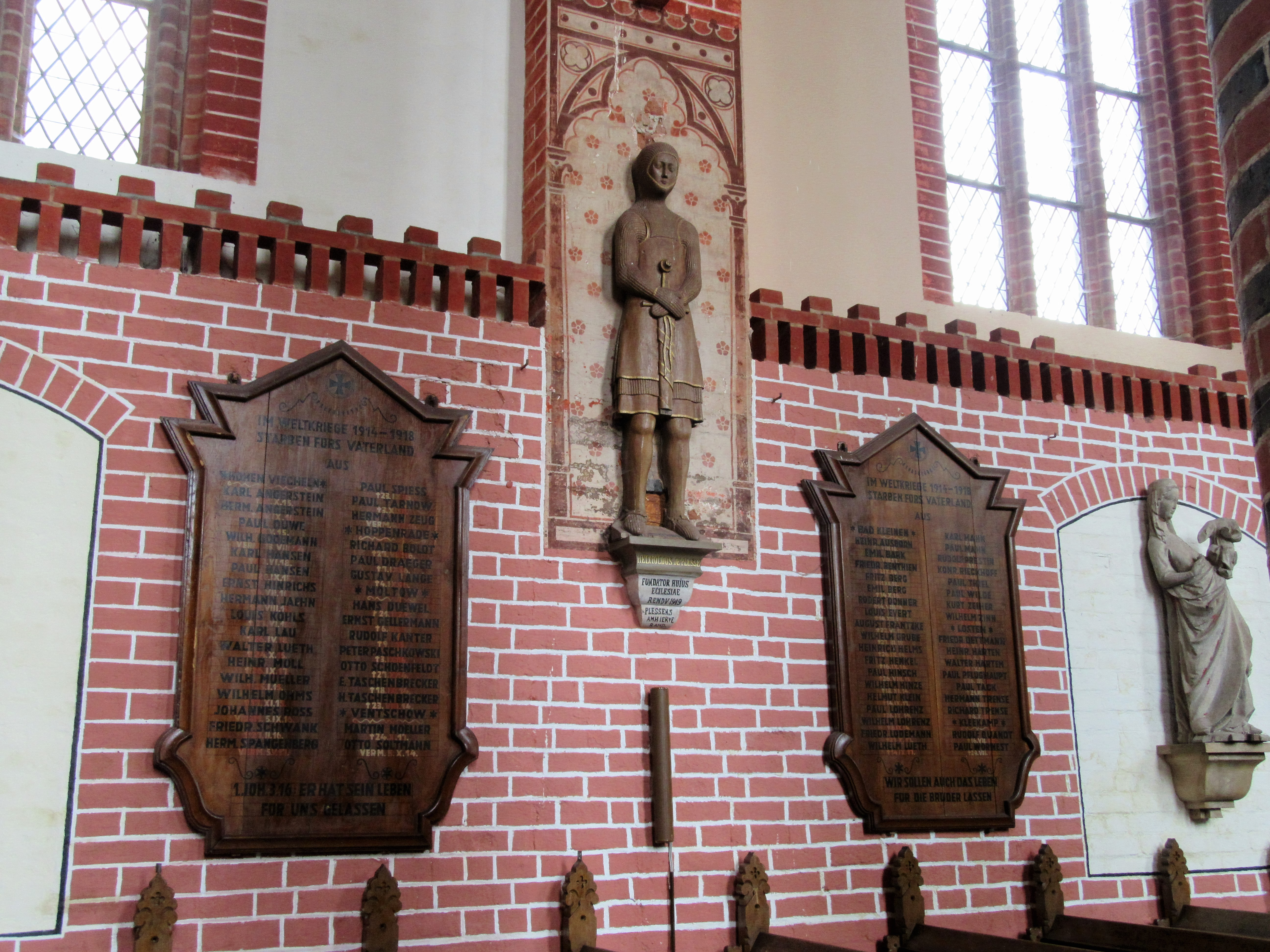
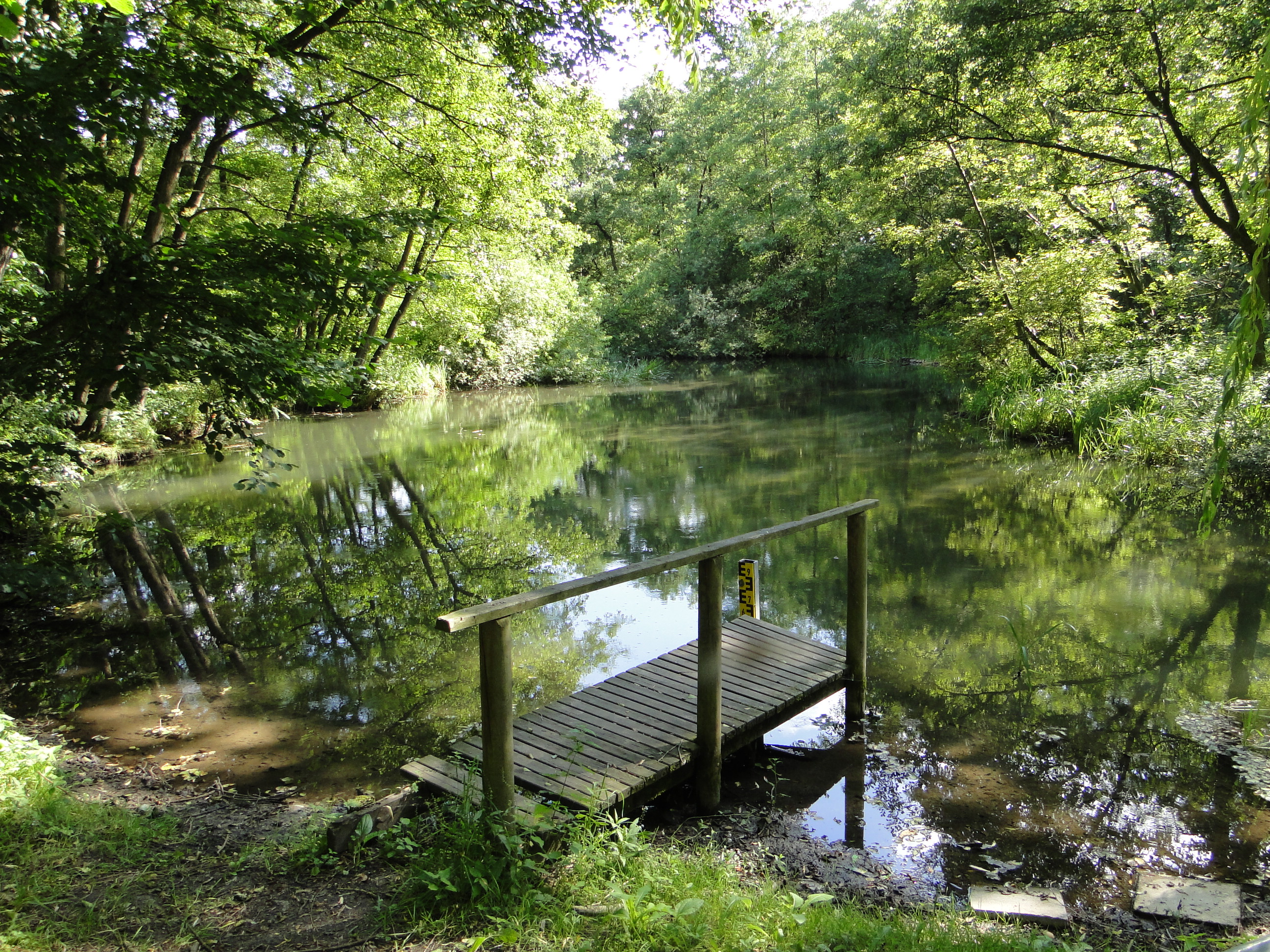

## Népesség
A település népességének változása:
| Lakosok száma | 646  | 655  | 701  | 734  | 751  |
|               | 2017 | 2019 | 2021 | 2022 | 2023 |